# Jodi Lyn O'Keefe

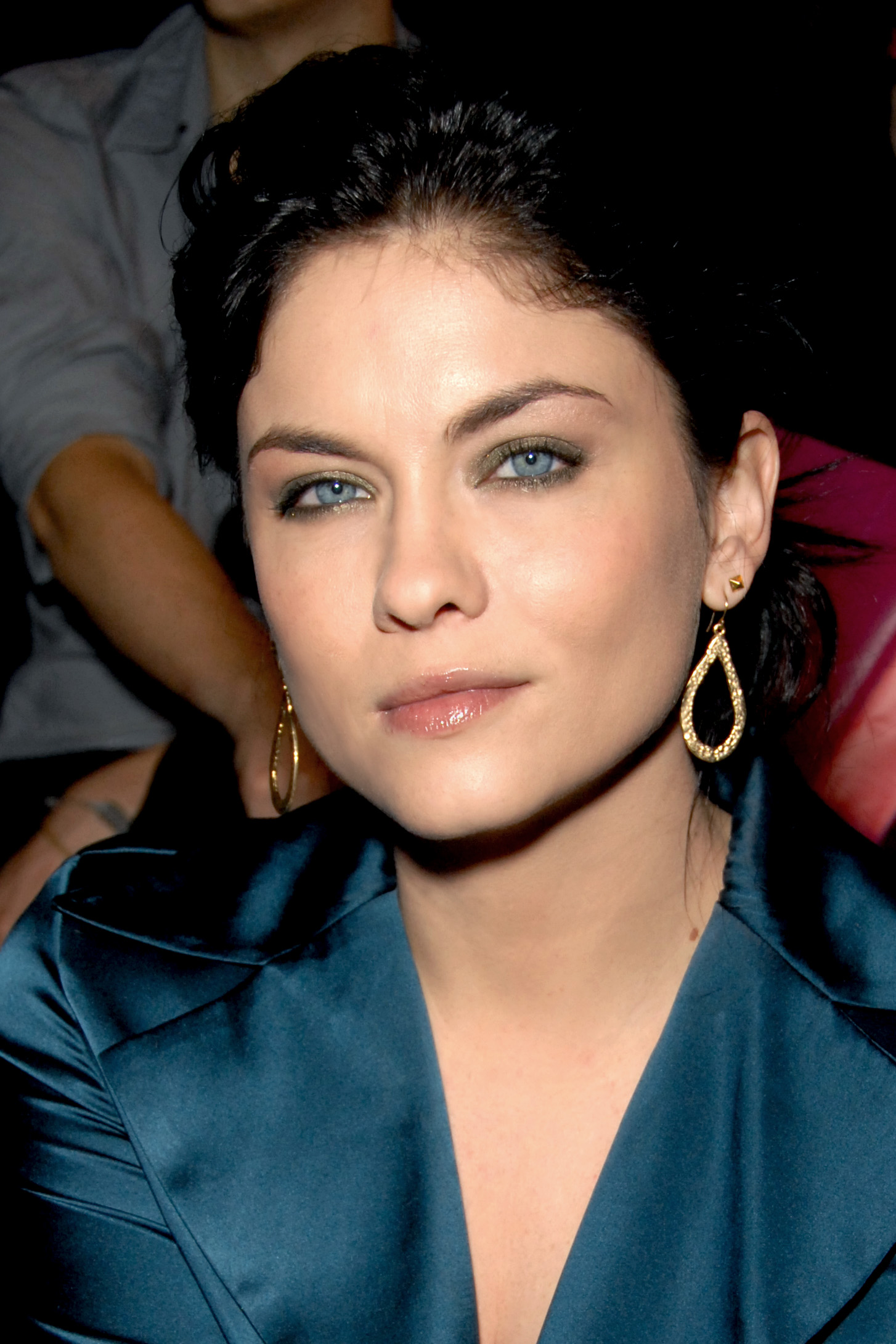
Jodi Lyn O'Keefe

Jodi Lyn O'Keefe, född 10 oktober 1978 i Cliffwood Beach, New Jersey, är en amerikansk skådespelare.
O'Keefe började sin karriär som barnmodell för märken som Gitano Jeans och DreamPhone. Som 17-åring fick hon en roll i såpan Another World. Efter Another World erbjöds hon en biroll i den kommande TV-serien Nash Bridges. Rollen som Cassidy Bridges som gjorde henne känd och hon fick roller i flera thrillers, dramer och skräckfilmer. 1999 fick hon rollen Taylor Vaughan i filmen She's All That en roll som gav henne priset som Best Bad Girl vid Young Hollywood Awards. 2000 fick hon en roll i Devil in the Flesh 2, där hon träffade manusförfattaren/regissören/producenten Richard Brandes som 2004 tog med henne i sin film Out for Blood. Hon har även rollen som Gretchen Morgan, alias Susan B. Anthony, i TV-Serien Prison Break.
O'Keefe är mest känd för rollerna Taylor Vaughan i filmen She's All That och Sarah Wainthrope i Halloween H20.

## Filmografi (urval)
- 2014 - The Vampire Diaries
- 2009 - Command & Conquer: Red Alert 3 Uprising (datorspel)
- 2007–2009 – Prison Break (TV-serie)
- 2005 – Venice Underground
- 2004 – Förhäxad (TV-serie), avsnitt Spin City
- 2004 – 2 1/2 män (TV-serie), 2 avsnitt
- 2004 – Out for Blood
- 2004 – Tru Calling (TV-serie), avsnitt Reunion
- 2002 – Dharma & Greg (TV-serie)
- 2000 – Devil in the Flesh 2
- 1999 – She's All That
- 1998 – Halloween H20
- 1996–2001 – Nash Bridges (TV-serie)
- 1995 – Another World (TV-serie)